# Koszmosz–1249
A Koszmosz–1249 a szovjet USZ–A aktív radarfelderítő műhold második tesztrepülése volt.

## Küldetés
A szovjet Legenda (oroszul: Легенда) tengeri felderítő rendszerhez készült USZ–A típusú, aktív radarberendezéssel felszerelt felderítő műhold prototípusa. A repülés a radarfelderítő műhold első kísérleti indítása volt, melynek során tesztelték a berendezést. A műholdba a BESZ–5 Buk nukleáris termoelektromos generátor teljes méretű makettjét építették. A Koszmosz–1176 programját folytatta.

## Jellemzői
1981. március 5-én a Bajkonuri űrrepülőtér indítóállomásról egy Ciklon-2A hordozórakétával juttatták Föld körüli, közeli körpályára. Az orbitális egység alappályája 89,6 perces, 64,9 fokos hajlásszögű, elliptikus pálya perigeuma 250 kilométer, apogeuma 263 kilométer volt.
1981. június 19-én az orbitális egység pályáját 103,86 perces, 64,96 fokos hajlásszögű, elliptikus pálya perigeumát 898 kilométerre, apogeumát 988 kilométerre állították be.
Hasznos tömege 3800 kilogramm. 2010-ben az űregység orbitális pályáját még korrigálták (14 alkalommal), biztosítva a közel körpályás haladási magasságot. Felépítése hengeres, átmérője 1.3 méter, magassága 10 méter.  A sorozat felépítését, szerkezetét, alapvető fedélzeti rendszereit tekintve egységesített, szabványosított űreszköz.
Szolgálati idejének vége ismeretlen.